# Ruczji (stacja kolejowa)
Ruczji (ros. Ручьи) – węzłowa stacja kolejowa w miejscowości Petersburg, w Rosji. Węzeł linii z Dworca Fińskiego do Chijtoły z liniami ze stacji Petersburg Rozrządowy Moskiewski oraz do Dubrowki/Ładożskojego Oziera.
W obrębie stacji znajdują się dwa punkty zatrzymywania się pociągów pasażerskich:
- Ruczji
- Diepo Ruczji (przystanek służbowy).

Na stacji znajduje się lokomotywownia.

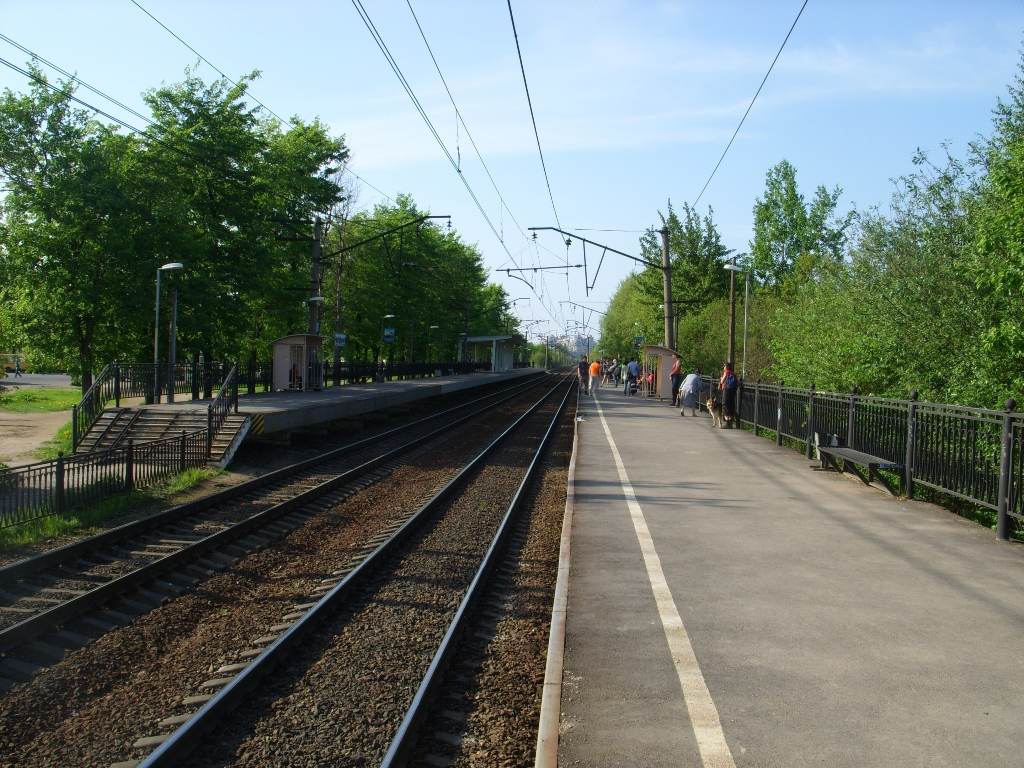
perony Ruczji; widok w stronę Chijtoły